# Micheline Louis-Courvoisier
Micheline Louis-Courvoisier est une historienne suisse née le 7 novembre 1957 à Genève. Son domaine de recherche porte sur l'histoire de la maladie au XVIIIe siècle et plus précisément sur l'expérience de la mélancolie à travers des lettres de consultations envoyées à des médecins. Depuis juillet 2015, elle est vice-rectrice de l'université de Genève, chargée notamment de la formation des étudiants et étudiantes, de la formation continue et des Moocs.

## Biographie
Micheline Louis-Courvoisier obtient une maturité classique. Après avoir terminé un diplôme d'assistante de médecin à l'Institut d'études sociales, elle entreprend des études de lettres à l'université de Genève, avec l'histoire générale en branche principale. Une fois sa licence obtenue, elle travaille cinq ans comme assistante de recherche à l'Institut d'histoire de la Réformation et collabore à l'édition critique du registre de la Compagnie des pasteurs de Genève.
En 1991, elle entre à l'Institut d'histoire de la médecine fondé en 1994 par la faculté de médecine de l'université de Genève et la Fondation Louis-Jeantet et entreprend son doctorat sur la prise en charge des malades à l'hôpital général de Genève de la fin de l'Ancien Régime : Soigner et consoler : la vie quotidienne dans un hôpital à la fin de l'Ancien Régime (2000). Puis elle poursuit sa recherche à l'Institut romand d'histoire de la médecine de l'université de Lausanne. C'est durant ces années qu'elle s'intéresse aux lettres de consultations adressées au Dr Tissot (1728-1797), et crée, avec Séverine Pilloud et Vincent Barras une base de données destinée à tous les chercheurs intéressés. Dès 2001, de retour à l'institut de bioéthique de Genève, elle propose et développe un programme de sciences humaines destiné aux étudiants en médecine genevois, qui comprend des enseignements obligatoires, et optionnels (en histoire, littérature, philosophie et histoire de l'art). En 2011, elle est nommée professeure à la Faculté de médecine de Genève.
En 2013, elle devient également directrice de la Maison de l'Histoire. Dans ce contexte, avec ses collègues, elle vise à réintégrer l'histoire, et plus largement les sciences humaines, dans la cité. C'est dans ce but qu'elle va organiser, avec Françoise Briegel et Pierre-François Souyri, les Rencontres Histoire Cité, un festival d'histoire qui réunit, sur le modèle des Rendez-vous de l'Histoire de Blois, des tables-rondes, des conférences, un salon du livre historique, mais aussi des expositions et un concert sur le thème Construire la paix. Cette première manifestation a eu lieu sous la présidence honoraire de Kofi Annan du 13 au 16 mai 2015,.

## Publications
- L'hôpital général de Genève 1545-1555, Genève, 1985Travail de Mémoire
- Avec Catherine Fuchs, Rue des Chanoines : complot sous la Réforme, Genève, Zoé, 1986Réédité en 2000 et traduit en allemand
- Soigner et consoler - La vie quotidienne dans un hôpital. Genève, 1750-1820, Genève, Georg, 2000
- Avec Vincent Barras, La médecine des Lumières : tout autour de Samuel-Auguste Tissot, Genève, Georg, 2001
- Micheline Louis-Courvoisier, Les livres que j’aimerais que mon médecin lise, Genève, Georg, 2008.

## Liens extérieurs
- Ressource relative à la littérature :   - Autrices et auteurs de Suisse
- Ressource relative à la recherche :   - Canal-U
- Notice dans un dictionnaire ou une encyclopédie généraliste :   - Base de données des élites suisses
- Notices d'autorité :   - VIAF
  - ISNI
  - BnF (données)
  - IdRef
  - LCCN
  - GND
  - Pays-Bas
  - NUKAT
  - Vatican
  - WorldCat